# Acanthurus sohal

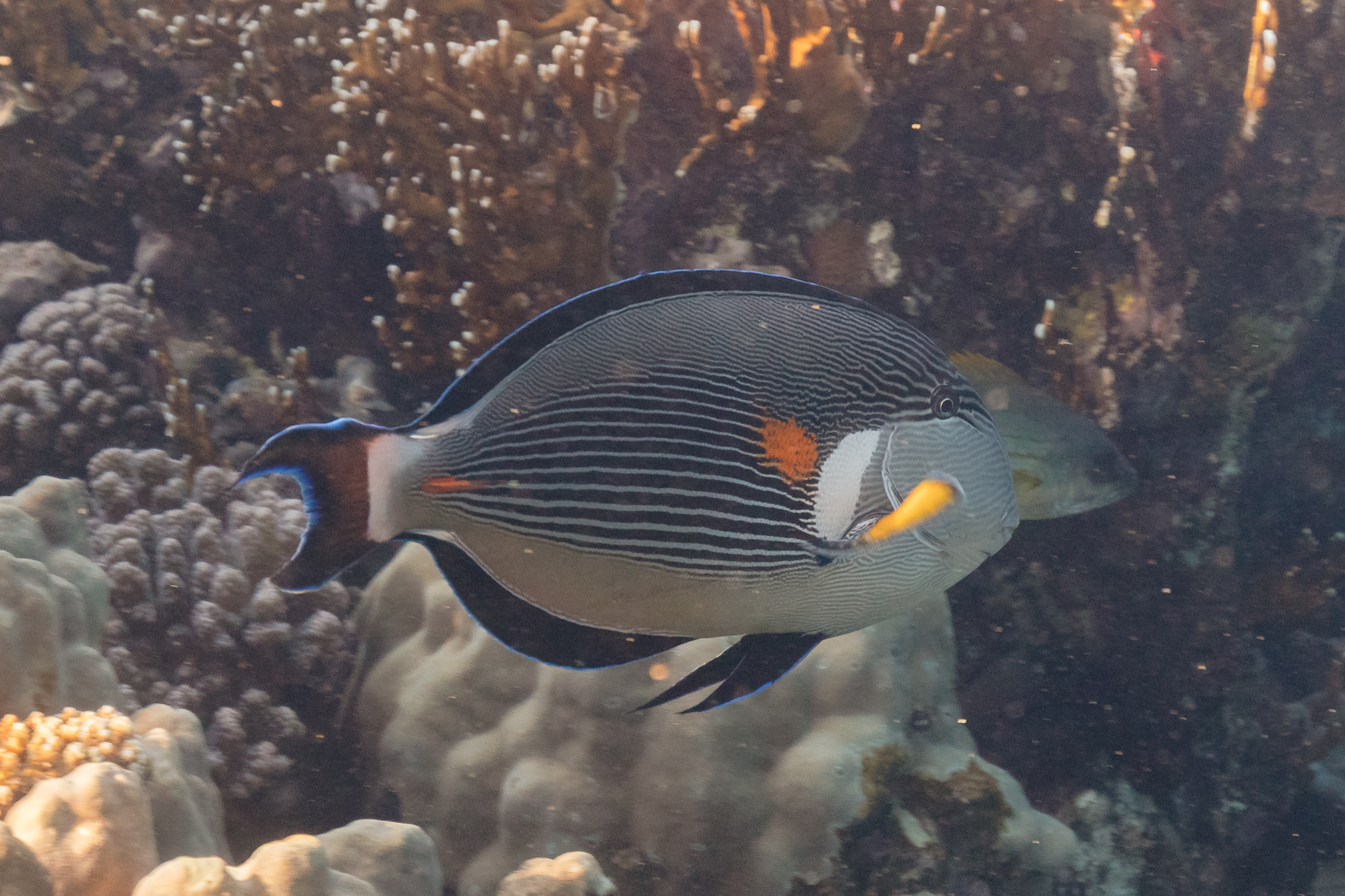
Ejemplar en el mar Rojo.

Acanthurus sohal es un pez cirujano, de la familia Acanthuridae. Sus nombres comunes en inglés son Sohal surgeonfish, o pez cirujano de Sohal, y Red Sea surgeonfish, o pez cirujano del Mar Rojo, debido a que su área de distribución se circunscribe al mar Rojo y la península arábiga.

## Descripción
Posee la morfología típica de su familia, cuerpo comprimido lateralmente y ovalado. La boca es pequeña, protráctil y situada en la parte inferior de la cabeza. El hocico es grande. Tiene 8 espinas y 30 a 31 radios blandos dorsales; 3 espinas y entre 28 y 29 radios blandos anales; 17 radios pectorales; 15 a 17 branquiespinas anteriores y 14 a 15 branquiespinas posteriores. Un ejemplar de 87 mm tiene 12 dientes en la mandíbula superior y 14 en la inferior, con 270 mm de largo tiene 16 en la superior y 18 en la inferior.
Como todos los peces cirujano, de ahí les viene el nombre común, tiene 2 espinas extraíbles, o escalpelos, en el pedúnculo caudal, que usan para defenderse o dominar. En su caso son largas comparativamente, finas, muy afiladas, y están cubiertas por una mancha de color naranja intenso.

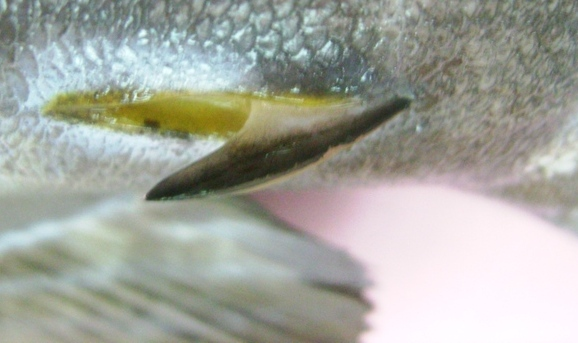
Espina del pedúnculo caudal
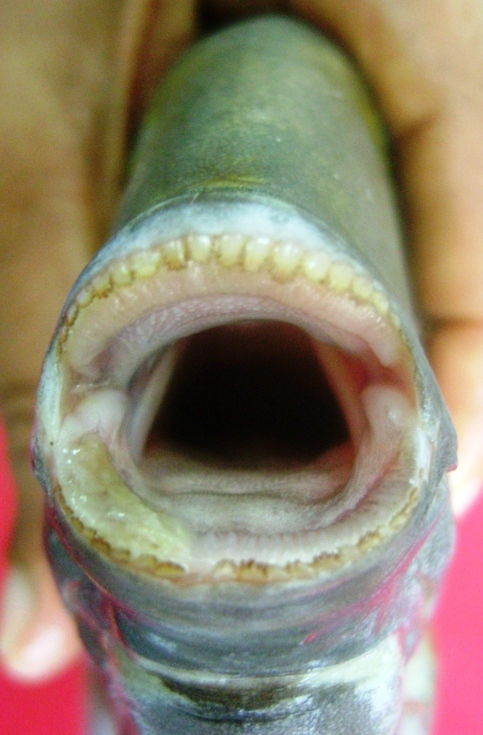
Detalle de dentadura herbívora de la especie emparentada Acanthurus xanthopterus

Los dos tercios superiores del cuerpo están atravesados horizontalmente por líneas alternas marrón oscuro o negras, y blancas o azul pálido, que recorren cuerpo y parte superior de la cabeza. El tercio inferior es de color "bronceado". Las aletas dorsal, anal y pélvicas son negras y tienen el margen exterior ribeteado en azul claro. Las aletas pectorales tienen la parte anterior amarillo-anaranjado, con el margen exterior en negro. La aleta caudal es negra, con forma de luna, y bordeado su margen exterior en azul claro.
Alcanza los 40 cm de largo. Su mayor longevidad reportada es de 26 años, en un ejemplar del sur de Omán.

## Hábitat y distribución

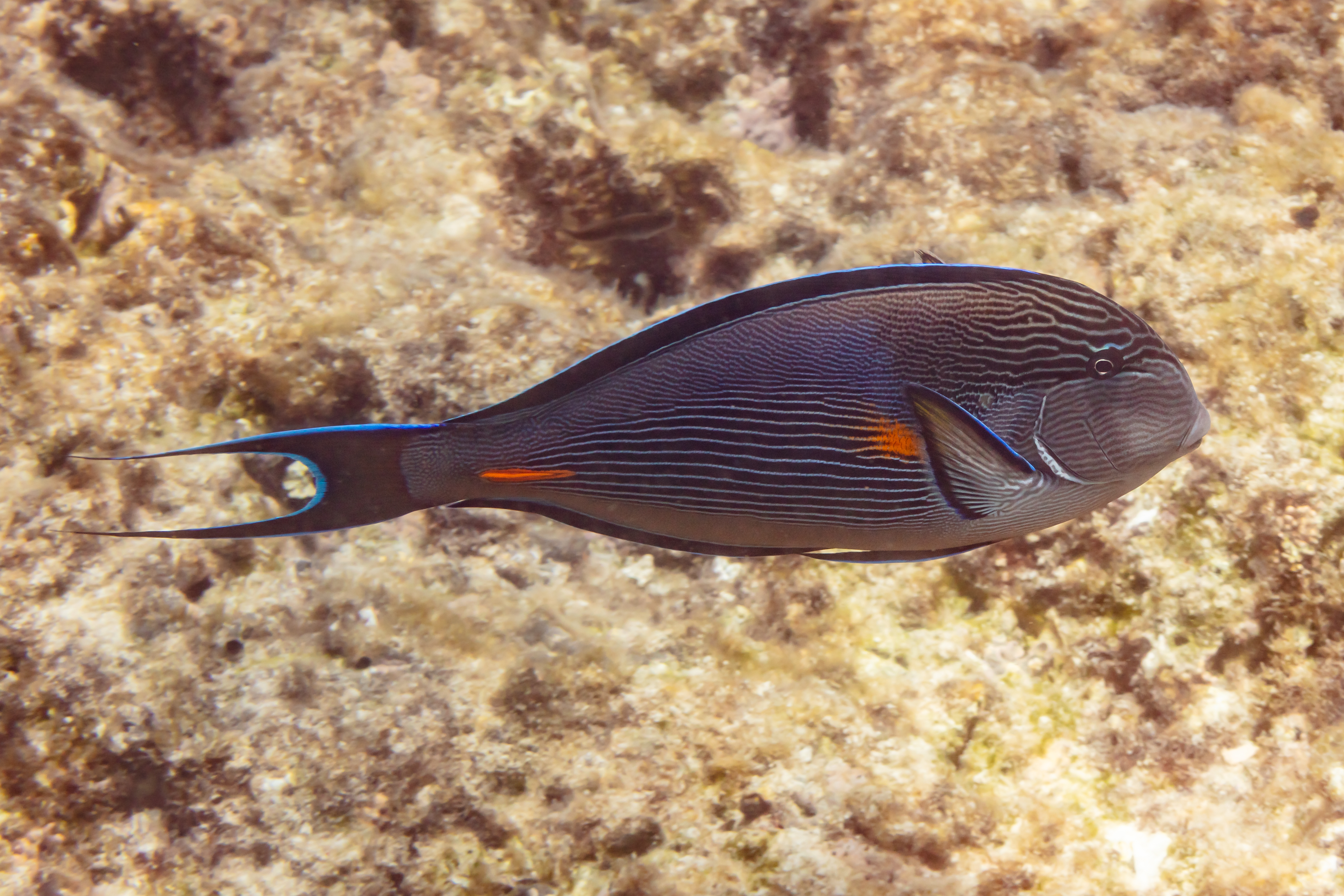
Sohal Surgeonfish en su hábitat.

Es una especie bentopelágica, territorial y agresiva que frecuenta zonas de oleaje en arrecifes costeros expuestos hacia mar adentro. Son dioicos, de fertilización externa y no cuidan a sus crías. Normalmente ocurren solitarios, recorriendo su territorio.
Se desconoce su rango de profundidad, aunque se localiza usualmente entre 0 y 20 m. Su rango de temperatura es tropical, entre 24 y 30 °C.
Se distribuye en el océano Índico, en el mar Rojo y la península arábiga. Es especie nativa de Arabia Saudí; Baréin; Egipto; Emiratos Árabes Unidos; Eritrea; Irán; Irak; Israel; Jordania; Kuwait; Omán; Catar; Somalia; Sudán; Yemen y Yibuti.

## Alimentación
Es herbívoro. Se alimenta de algas bénticas y epilíticas, algas y macrófitas que crecen íntimamente asociadas a las piedras y otros sustratos. Principalmente de algas verdes filamentosas, y Sargassum. Al ser una especie territorial, emplea el 51,3% de su tiempo en patrullar agresivamente su territorio, con el fin de asegurar la suficiente cantidad de algas para su alimentación, a la que dedica el 33,7% de su tiempo, de lo que se deduce que su principal función en el territorio es proteger sus recursos alimenticios. En ocasiones forma "escuelas", o cardúmenes, para alimentarse en territorios de otros peces.

## Reproducción
Son dioicos, aunque no presentan dimorfismo sexual aparente. Son ovíparos y de fertilización externa. No cuidan a sus crías. 
Los huevos son pelágicos, de 1 mm de diámetro, y contienen una gotita de aceite para facilitar la flotación. En 24 horas, los huevos eclosionan larvas pelágicas translúcidas, llamadas Acronurus. Son plateadas, comprimidas lateralmente, con la cabeza en forma de triángulo, grandes ojos y prominentes aletas pectorales. Cuando alcanzan 21 mm de largo, se produce la metamorfosis del estado larval al juvenil. Al hacerlo, mutan su color plateado a la coloración de la especie, y las formas de su perfil se redondean.

## Cautividad
Es una especie moderadamente difícil de mantener en cautividad y agresiva con otros peces, especialmente de su familia y/o coloración similar. Es buen nadador y requiere, por lo tanto, un acuario espacioso.
La iluminación deberá ser necesariamente intensa para que pueda desarrollarse la colonia de algas suficiente de la que se alimenta. Además requiere mantener un buen número de roca viva entre la decoración del acuario con suficientes escondrijos.
Al igual que el resto de especies de cirujanos, son muy sensibles a determinadas enfermedades relacionadas con la piel. Es recomendable la utilización de esterilizadores ultravioleta para la eliminación de las plagas patógenas.
Aunque es herbívoro, acepta tanto artemia y mysis congelados, como alimentos disecados. No obstante, una adecuada alimentación debe garantizar el aporte diario de vegetales, sean naturales o liofilizados, alga nori, espirulina, etc.